# Юліуш Белтовський

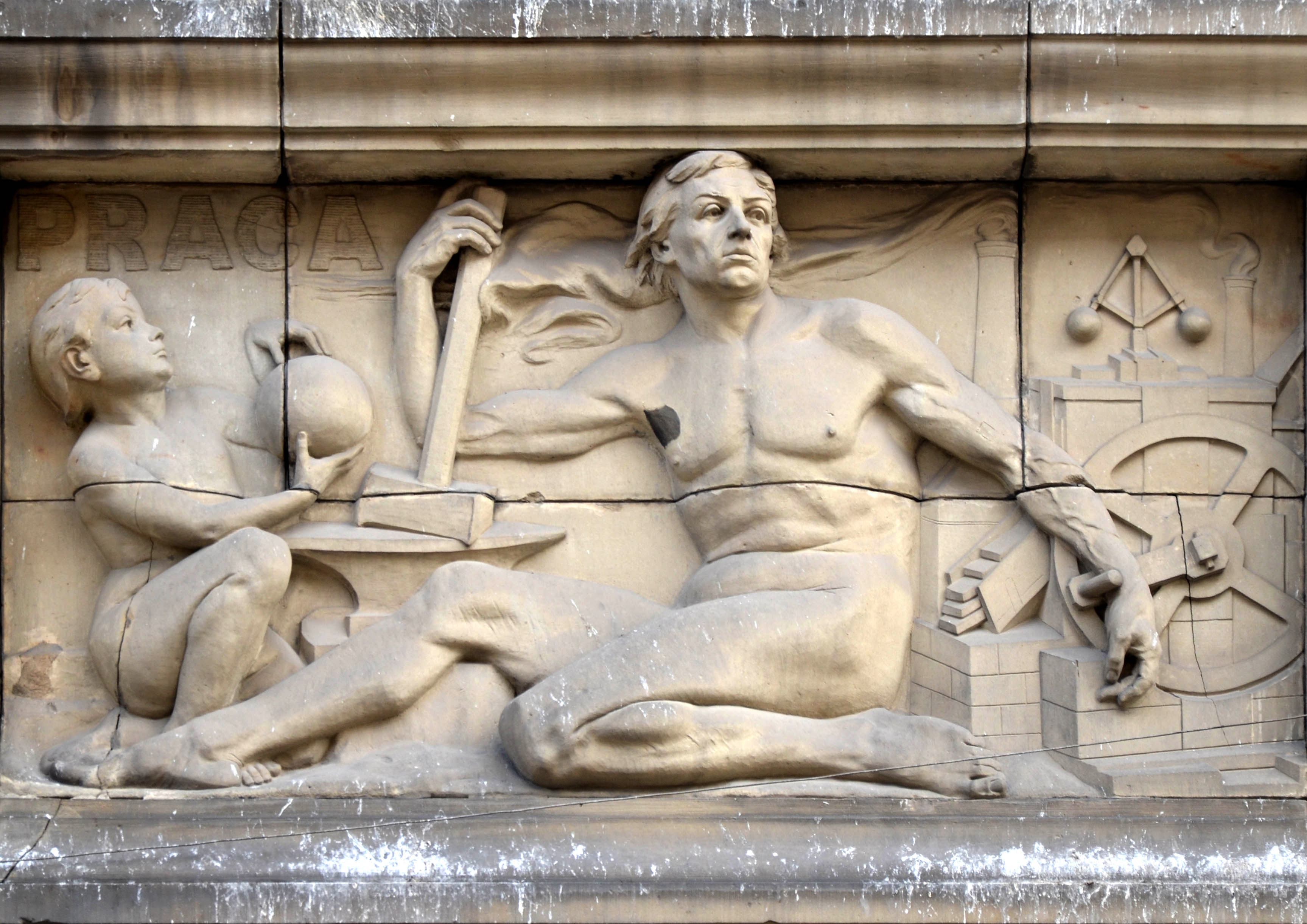
Алегорія Праці на фасаді Австро-угорського банку у Львові, 1912

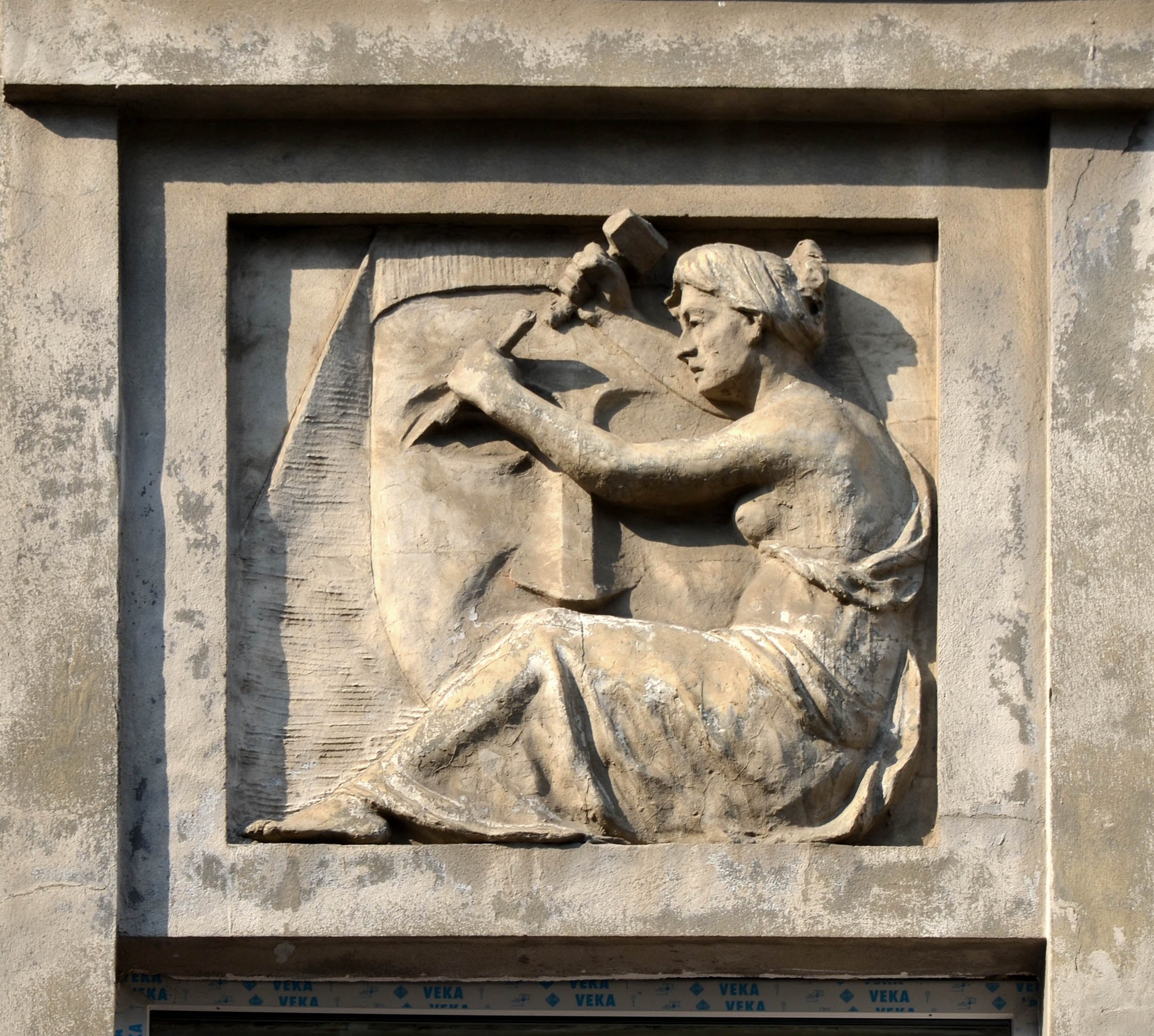
Рельєф на фасаді будинку на вулиці Чупринки, 60 у Львові

Юліуш Войцех Белтовський (пол. Juliusz Wojciech Bełtowski, 12 квітня 1852, Новий Торг — 17 липня 1926, Львів) — польський скульптор, художник, педагог.

## Біографія
Народився 12 квітня 1852 року в місті Новий Торг. Навчався мистецьких дисциплін приватно. З метою поглиблення кваліфікації відвідав Німеччину, Бельгію, Англію, Францію, Іспанію, Алжир, Італію, Швейцарію. 1876 року на конкурсах у Парижі здобув нагороди. 1878 року керована ним італійська мистецька майстерня здобула золоту медаль на Міжнародній виставці в Парижі. Сам Белтовський здобув срібну медаль. 1880 року повернувся до Львова. 1885 року склав екзамен у промисловому музеї у Відні. Викладав у львівській Промисловій школі. Мав майстерню в будинку № 22 на вулиці Коперника. Помер 17 липня 1926 року у Львові. Похований на Янівському цвинтарі, поле № 7. Був одружений з Катериною Рибак.

## Скульптура
- Участь у виготовленні трону папи Пія ІХ (1877).[3]
- Створений з навчальною метою рельєф за мотивами «Сикстинської Мадонни» Рафаеля (1881, дерево).[7]
- Навчальні копії алегорій «Дня» і «Ночі» роботи Мікеланджело з гробівця Медичі у Флоренції (1882—1883, дерево, колекція Лянцкоронських).[7]
- Белтовський, ймовірно, є автором погруддя Миколая Коперника на кам'яниці № 26 на вулиці Коперника у Львові (1885, камінь).[5]
- Погруддя Дарвіна, Мазепи, Коперника (1885, теракота).[5]
- Алегоричні неоренесансні статуетки «Психологія» і «Педагогіка» (1887, липа).[7]
- Портретні плакети і медальйони із зображеннями Тадеуша Жулінського (Львівський історичний музей), Мойжеша Бейсера (Львівська галерея мистецтв), Богдана Залеського. Усі виконані 1885 року в дереві, пізніше відлиті також у міді.[5]
- Неоренесансні барельєфи «Скривджена» і «Мадонна з ангелами» (1887, липа).[7]
- Композиція «Розмова з папугою» (1890, дерево).[5]
- Композиція «Бійка півнів» (1892, дерево).[5]
- Рельєфи «Христос», «Четверо євангелістів» (1893, липа).[7]
- Відзнака за проект пам'ятника Костюшкові у Чикаго (1893).[3]
- Монументальний портрет Франца Йосифа І. Створений 1893 року. До 1919 року перебував у залі засідань Промислового музею у Львові.[7]
- Скульптурна гіпсова композиція «Sto lat upadli — i nie umarli». Присвячена сторіччю повстання під проводом Костюшка. Експонувалась на Крайовій виставці 1894 року. Подарована місту з метою встановлення у Стрийському парку. Пізніше знищена.[8]
- Дубовий вівтар у львівському костелі кармелітів (1895).[7]
- Дубова канапа, декорована у стилі неоренесансу, з рельєфами «Мистецтво», «Наука», «Промисловість». Створена 1896 року за участі учня Яна Пастернака.[7]
- «Голова Христа» (1896, бронза).[3]
- «П'єта» (1896, бронза).[3]
- Статуя «Непорочне Зачаття» для головного вівтаря в селі Поділля (1897).[7]
- Пам'ятник Міцкевичу в Новому Таргу, погруддя на постаменті (1898, мармур).[9]
- Наскельний рельєф «Сплячого лицаря» в Косцелиській долині в Татрах (1896).[8]
- Дві версії гіпсової рельєфної багатофігурної композиції з мисливцями на фоні лісового пейзажу. Перша, із сюжетом «Полювання Зигмунта I на неполомицького ведмедя», експонувалась на Крайовій виставці 1894 року. Пізніше втрачена. Друга, створена 1897 року, із зображенням «Полювання князя Радзивілла в Несвіжі» — подарована 1897 року львівському товариству «Скала». Також втрачена.[8]
- Статуя Терпсихори на аттику Міського театру у Львові (1899).[8]
- «Автопортрет» (1901, бронза).[3]
- Сталлі з дванадцятьма апостолами, єпископський трон і рельєф «Христос і Матір Божа» для латинської катедри в Перемишлі (1900—1902).[5]
- Портрет Міхала Бобжинського, рельєф (1901, Львівська галерея мистецтв).[5]
- Портрет Марії Конопницької, рельєф (1902, Львівська галерея мистецтв).[5]
- Кілька надгробків у Волхньові і Новому Таргу (1902—1903).[9]
- Пам'ятник Владиславові Ягайлу у Городку. Урочисто відкритий 29 вересня 1903 року.[3] Знищений у 1942-му.[8] Копія статуї встановлена також у Новому Сончі 1905 року.[8]
- Портрет Тадеуша Вісньовецького, рельєф (1903, Львівська галерея мистецтв).[5]
- Пам'ятник графу Францішекові Гомпеш-Болгайму в Руднику-над-Сяном, погруддя на постаменті (1904, мармур).[9]
- Портрет дружини Катерини Рибак-Белтовської, рельєф (1904, Львівська галерея мистецтв).[5]
- Нереалізований проект новаторського сецесійного пам'ятника Петру Хмельовському на Личаківському цвинтарі у Львові (1904).[9]
- Пам'ятник архієпископу Ісааку Ісаковичу з барельєфом на Личаківському цвинтарі (1904).[9]
- Пам'ятник Ісааку Ісаковичу у львівській вірменській катедрі, створений 1905 року. Являє собою мармурову півфігуру у казальниці. На казальниці розміщено чотири бронзових рельєфи «Пасторство», «Знання», «Милосердя».[9]
- Плакета на пошану Людвіка Вежбицького, в якій поєднано краєвиди Тухлі і львівського вокзалу (без портрету). Відлита 1905 року у бронзі, зберігається у Львівській галереї мистецтв.[5]
- Необароковий проект пам'ятника Костюшкові у Вашингтоні. Здобув відзнаку на конкурсі 1906 року.[8]
- Два мармурові медальйони з портретом Зигмунта Горголевського у Міському театрі і Промисловій школі (1907). У Львівській галереї мистецтв зберігається гіпсова модель.[5]
- Чотири барельєфи «Пори року» на фасаді будинку на вулиці Коперника, 12 (1908).[10]
- Пам'ятник архітекторові Юліанові Захаревичу у Львівській політехніці, погруддя на постаменті (1910, каррарський мармур).[9]
- Дві статуї ангелів. Експонувалися на виставці австрійських скульпторів у Відні 1910 року.[5]
- Сецесійні рельєфи «Музика», «Живопис», «Скульптура» на фасаді житлового будинку на вулиці Генерала Чупринки, 60 у Львові (1911).[8]
- Неокласицистичні горельєфи на фасаді Австро-угорського банку на вулиці Листопадового чину у Львові (1912).[8]
- Нереалізовані ескізи багатофігурних композицій для залізничного вокзалу у Львові (1922).[9]
- Пам'ятна таблиця Софії Стшалковській у приміщенні виховного закладу її імені на вулиці Зеленій, 22 у Львові (1924).[9]
- «Мадонна» (Непорочне Зачаття) (дерево).[3]

## Архітектура
- Санаторій і костел у Ворохті.[9]
- Вілла «Світезянка» на вулиці Суховолі, 21 у Трускавці (1898)[11].